# Вовчанська міська територіальна громада
Вовчанська міська громада — територіальна громада в Чугуївському районі Харківської області України. Адміністративний центр — місто Вовчанськ. До реформи 2020 року належала до Вовчанського району. Населення громади на 2020 рік  — 36 802 осіб. За своєю територією посідає перше місце в Харківській області: її площа становить 1 418,7 км².

## Історія
12 червня 2020 року шляхом об'єднання Вовчанської міської, Білоколодязької і Вільчанської селищних, Бугаївської, Варварівської, Вовчансько-Хутірської, Волохівської, Гатищенської, Землянської, Іванівської, Котівської, Нестернянської, Новоолександрівської, Охрімівської, Петропавлівської, Пільнянської, Різниківської, Рубіжненської, Симинівської, Старицької і Юрченківська сільських рад Вовчанського району Харківської області була утворена Вовчанська міська територіяльна громада.
17 липня в результаті ліквідації Вовчанського району його територія повністю увійшла до складу укрупненого Чугуївського району.
Після початку повномасштабного вторгнення Російської Федерації в Україну 24 лютого 2022 року, Вовчанськ і громада потрапили в зону тимчасової окупації. Органи місцевого самоврядування фактично припинили здійснювати свої повноваження, адміністративне управління стало неможливим. Міський голова Анатолій Степанець, обраний у 2020 році, не виконував функцій легітимної української влади на території громади під час окупації, хоч і був проукраїнсько налаштованим, але через тортури змінив свою позицію. 15 червня прокуратура заочно повідомила йому про підозру у державній зраді за перехід на бік російських окупантів та участь у діяльності так званої «тимчасової цивільної адміністрації Харківської області». Після деокупації Вовчанська у вересні 2022 року, він втік на територію Російської Федерації.
Після звільнення території Вовчанської громади, і відповідно до Указу Президента України, з метою відновлення управління, забезпечення публічного порядку, координації гуманітарної допомоги та стабілізації ситуації в умовах воєнного стану, було утворено Вовчанську міську військову адміністрацію. На посаду начальника Вовчанської МВА було призначено Тамаза Гамбарашвілі.
У зв’язку з активізацією бойових дій на північному сході Харківської області у травні 2024 року, місто Вовчанськ знову опинилося в епіцентрі обстрілів та безпосередніх бойових зіткнень. З метою гарантування безпеки працівників органів влади та забезпечення безперервності управління громадою, Вовчанська МВА, згідно з внутрішнім розпорядженням начальника адміністрації, тимчасово перемістилася до міста Харкова. Попри фізичне переміщення адміністрації, управління громадою продовжується в дистанційно-координаційному режимі. Тимчасове переміщення МВА не впливає на правовий статус Вовчанської громади як адміністративно-територіальної одиниці, і є вимушеним заходом в умовах воєнного стану та активної фази бойових дій.
16 травня унаслідок обстрілу касетними боєприпасами території Вовчанської громади російськими окупантами начальник Вовчанської МВА та ще четверо осіб дістали поранень, про що повідомив голова Харківської обласної військової адміністрації Олег Синєгубов.

## Географія
Розташована у північно-східній частині Харківської області.
Межує на сході з Вільхуватською сільською і Великобурлуцькою селищною громадами Куп'янського району, на півдні зі Старосалтівською селищною громадою Чугуївського району, на заході з Липецькою сільською громадою Харківського району, а також з Шебекінським та Волоконівським районами Білгородської області Росії (на півночі).
Загальна протяжність державного кордону з Росією становить 117,5 км.
Територією району протікає 13 річок і розташоване водосховище. Основною водною артерією є річка Сіверський Донець, лівий приток річки Дон. У межах району її протяжність — 42 км, із них 35 — у верхній частині Печенізького водосховища. До Сіверського Дінця впадають річки Вовча, Розрита, Плотва, Хотімля, Пільна та Стариця. Загальна площа річок та водоймищ, включаючи Печенізьке водосховище, становить 6 361 га.

## Населені пункти
До складу громади входять:
- місто Вовчанськ;
- селища (Білий Колодязь і Вільча);
- села: Байрак, Бакшеївка, Бережне, Благодатне, Бочкове, Бугаївка, Бугруватка, Бударки, Бузове, Варварівка (старостинський округ № 4), Варварівка (старостинський округ № 9), Василівка, Верхній Салтів, Верхня Писарівка, Вірівка, Вовчанські Хутори, Волохівка, Волохівське, Ганнопілля, Гарбузівка, Гатище, Графське, Дігтярне, Замулівка, Захарівка, Земляний Яр, Землянки, Зибине, Іванівка, Ізбицьке, Караїчне, Котівка, Красний Яр, Кругле, Лиман, Лозова, Лосівка, Лошакове, Лукашове, Мала Вовча, Миколаївка, Нестерне, Новоолександрівка, Огірцеве, Охрімівка, Петропавлівка, Пільна, Піщане, Плетенівка, Покаляне, Приліпка, Рибалчине, Різникове, Рубіжне, Сердобине, Симинівка, Синельникове, Сосновий Бір, Стариця, Тихе, Українка, Українське, Хижнякове, Хрипуни, Цегельне, Чайківка, Черняків, Шабельне, Шевченкове, Шевченкове Перше, Шестерівка і Юрченкове.

## Органи влади
Вовчанська міська рада — представницький орган місцевого самоврядування, який обирається жителями громади на основі загального, рівного і прямого виборчого права шляхом таємного голосування. Складається з 26 депутатів і очолюється Вовчанським міським головою, які обираються мешканцями на місцевих виборах. До компетенції ради входить: ухвалення місцевого бюджету, затвердження програм соціально-економічного розвитку, управління комунальною власністю, питання землекористування, планування території, місцеві податки і збори тощо.
Виконавчий комітет є виконавчим органом міської ради, який забезпечує реалізацію її рішень і виконує повноваження у сфері адміністративного управління, місцевих послуг і контролю. Виконком формується радою на чолі з міським головою і включає заступників голови, керівників виконавчих відділів, старост, а також представників громадськості. Основні напрями діяльності виконкому: організація житлово-комунального господарства; забезпечення громадського порядку; реалізація державної політики у сфері освіти, охорони здоров’я, соціального захисту на місцевому рівні; контроль за дотриманням законності на території громади; координація діяльності старостинських округів, які входять до складу громади.
Перші і поки єдині вибори до Вовчанської міської ради та Вовчанського міського голови відбулися 25 жовтня 2020 року.